# Francesco Failli
Francesco Failli, född 16 december 1983 i Montevarchi, är en professionell italiensk tävlingscyklist. Han tävlar sedan säsongen 2008 för UCI Professional Continental-stallet Acqua & Sapone-Caffè Mokambo.

## Amatörkarriär
Under säsongen 2003 slutade Francesco Failli trea på U23-tävlingen GP Liberazione bakom Devid Garbelli och Denys Kostjuk. Han slutade också trea på Coppa Citta' di Asti samma år.

## Professionell
Francesco Failli blev kontrakterad av Domina Vacanze inför säsongen 2004 och han blev professionell. Under sitt första år slutade han trea på etapp 3 av Uniqa Classic bakom Robert Hunter och Lilian Jégou. 
Domina Vacanze bytte namn till Naturino-Sapore di Mare inför säsongen 2005, då ett UCI ProTour-stall tog över namnet Domina Vacanze. Under året slutade han tvåa på GP Fred Mengoni bakom landsmannen Luca Mazzanti.
Inför säsongen 2006 blev Failli kontrakterad av UCI ProTour-stallet Team Liquigas, med vilka han fick köra sin första Grand Tour, vilken blev Vuelta a España samma år. Året därpå var han med och hjälpte Team Liquigas att vinna lagtempoloppet på Settimana Ciclista Lombarda tillsammans med Eros Capecchi, Dario Cataldo, Roman Kreuziger och Alessandro Vanotti.
Efter säsongen 2007 tog hans kontrakt med Team Liquigas slut och han blev i stället kontrakterad av Acqua & Sapone. Under året vann han etapp 6 av Settimana Ciclista Lombarda framför Danilo Di Luca och Cristiano Fumagalli. Under året slutade han också trea på etapp 2 av Giro della Provincia Di Reggio Calabria bakom segraren Steven Cummings och tvåan Daniele Pietropolli, placeringar som alla tre också hade nämligen tävlingen avslutades.
Under säsongen 2009 slutade han på sjätte plats i GP Nobili Rubinetterie bakom Grega Bole, Fortunato Baliani, Andrij Grivko, Daniele Callegarin och Gabriele Bosisio. Under året körde han också Giro d'Italia 2009 och slutade på 91:a plats i slutställningen. Francesco Failli slutade trea på Giro di Reggio Calabria i juli 2009. Han fortsatte säsongen genom att slutade på andra plats på etapp 1b av Brixia Tour bakom Giampaolo Caruso.